# Camicie rosse

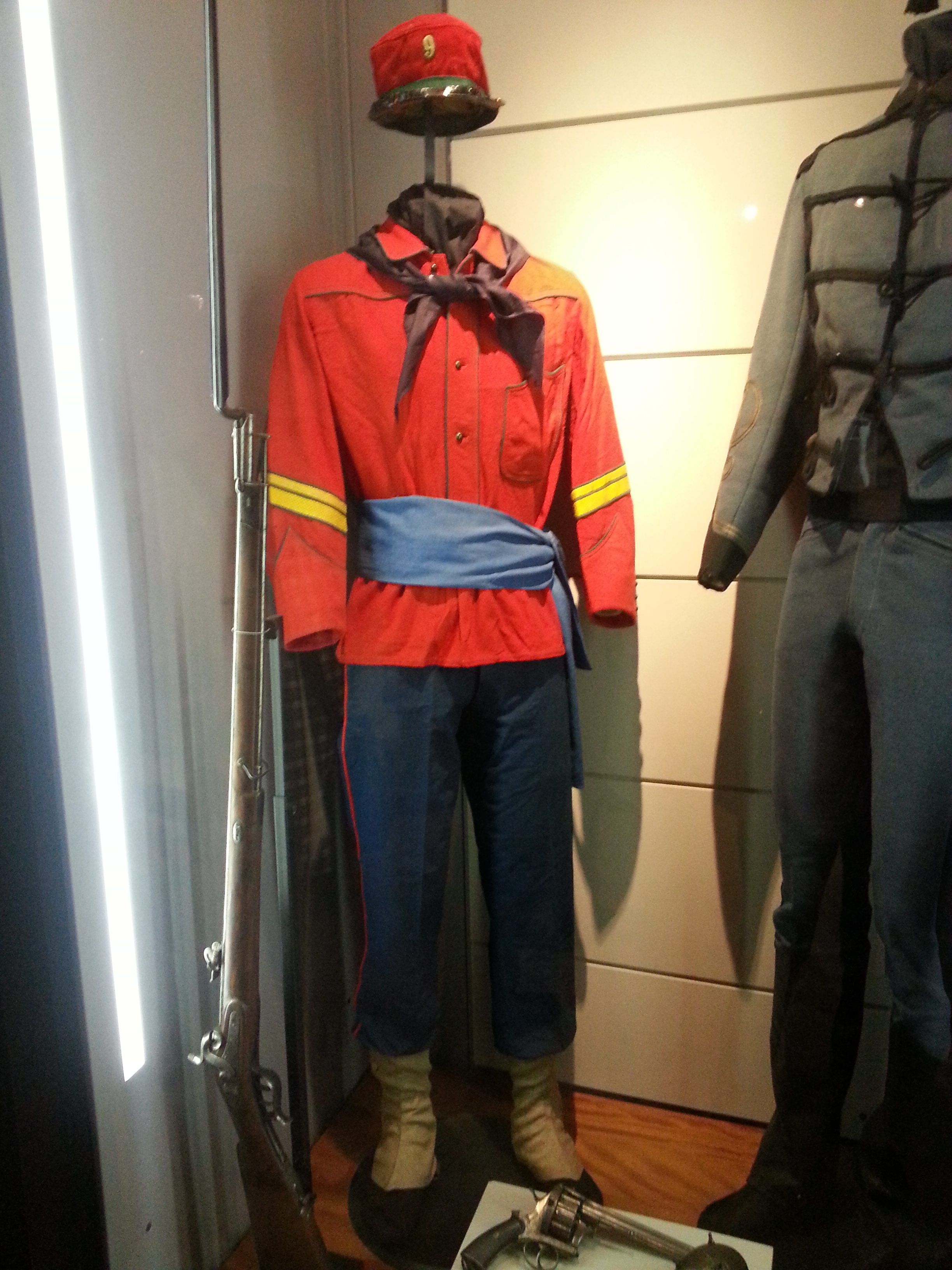
Uniforme originale da garibaldino dalla collezione del Museo storico italiano della guerra, 1866

La camicia o giubba rossa era il segno distintivo scelto da Giuseppe Garibaldi e dai suoi volontari fin dal 1843, quando il patriota radunò a Montevideo 500 italiani, nella Legione italiana, per difendere la capitale uruguaiana dalle forze dell'ex presidente Manuel Oribe e da quelle del suo principale alleato, il dittatore argentino Juan Manuel de Rosas.
Garibaldi, potendo contare su pochi finanziamenti per questa sua impresa, trovò del panno di lana rosso, in genere usato per i camici dei macellai al fine di nascondere le macchie di sangue animale, per rivestire le sue truppe.
Secondo una tradizione risorgimentale, dopo aver lanciato la sottoscrizione  "Un milione di fucili", Garibaldì indicò la camicia rossa come divisa per i volontari. Le prime paia di camicie rosse per la spedizione dei Mille furono cucite con panni di stoffa colorata di rosso scarlatto, tintura prodotta utilizzando le cocciniglie a Prato dei Servalli, frazione di Gandino, dalla Tintoria degli Scarlatti, dotata di caldaie stagnate che davano la lucentezza alla tinta scarlatta; dalla tintoria le pezze rosse furono in parte trasportate a Bergamo presso la sartoria di Celestina Belotti, fidanzata di Francesco Nullo garibaldino e in parte a Milano presso le patriota Laura Solera Mantegazza e altre dame, ove furono ritagliate  e cucite in camicie. Le stime sulla prima quantità di camicie prodotte e rese disponibili per i volontari in partenza da Quarto oscillava fra le 500 e le 1000 unità .
Le camicie rosse divennero tra i protagonisti della nascita del Regno d'Italia.
Nel Museo Garibaldino di Mentana sono esposti alcuni esemplari di giubbe garibaldine. Hanno forma di blusa, il camiciotto da lavoro usato da operai e artigiani di panno resistente, in punti di rosso e guise differenti l'una dall'altra. Guarnite con cordoncini e cordonetti presumibilmente da tappezzeria, sono state evidentemente confezionate a mano. Il colletto è quello tipico delle moderne camicie popolari, che all'epoca era utilizzato soltanto per gli abiti da lavoro o per l'abbigliamento sportivo, o rialzato, quello che oggi si definirebbe 'alla coreana'. Alcune hanno tasche simili a quelle attualmente utilizzate nell'abbigliamento casual, altre sono 'sblusate' in vita e tenute con una cinta di cuoio scuro, altre ancora sono più aderenti.
La camicia rossa è ricordata anche in un canto, diventato molto popolare, intitolatato appunto Camicia rossa, scritto da R. Traversa e L. Pantaleoni.
La camicia rossa ha ispirato anche le divise della squadra di calcio inglese del Nottingham Forest Football Club, tant'è che il colore sociale è proprio il Garibaldi's Red.